# Oyinkan Braithwaite
Pour les articles homonymes, voir Braithwaite.
Oyinkan Braithwaite, née en 1988 dans la ville de Lagos dans l'État du même nom au Nigéria, est une romancière nigériane, auteur de roman policier.

## Biographie
Oyinkan Braithwaite naît à Lagos en 1988. Elle passe une partie de son enfance en Angleterre, après le déménagement de sa famille dans le quartier de Southgate à Londres. Elle étudie le droit et la création littéraire à l'université de Surrey et à l'université Kingston, avant de retourner à Lagos en 2011.
Oyinkan Braithwaite travaille ensuite comme rédactrice pour la maison d'édition Kachifo (en) et comme web-designer, tout en écrivant des nouvelles et le début de ce qui sera son premier roman, Ma sœur, serial killeuse (My Sister the Serial Killer), un roman noir et humoristique publié aux États-Unis en 2018 et en France en 2019. Ce livre est notamment finaliste du Baileys Women's Prize for Fiction en 2019.

## Œuvre

### Romans
- My Sister the Serial Killer (2018) Publié en français sous le titre Ma sœur, serial killeuse, traduction de Christine Barbaste, Paris, Delcourt, 2019.
- The Baby is Mine (2021)  Publié en français sous le titre L'une ou l'autre, La croisée, 2023

### Recueil de nouvelles
- The Driver (2010)

## Prix et distinctions

### Prix
- Prix Anthony 2019 du meilleur premier roman pour Ma sœur, serial killeuse (My Sister the Serial Killer)[5].
- Prix Barry 2019 du meilleur premier roman pour Ma sœur, serial killeuse (My Sister the Serial Killer)[6].

### Nomination
- Baileys Women's Prize for Fiction en 2019 avec Ma sœur, serial killeuse (My Sister the Serial Killer).